# Erika Thijs
Erika Arnoldine Cornelia Thijs (Hasselt, 16 mei 1960 – Bilzen, 4 augustus 2011) was een Belgische politica voor CD&V.

## Biografie
Ze groeide op in Rijkhoven. Na haar humaniora te Tongeren studeerde ze af als onderwijzeres aan de Normaalschool Mariavrede in Borgloon. Van 1981 tot 1990 stond ze voltijds voor de klas in de basisschool van Rijkhoven.
Ze werd politiek actief voor de CVP (sinds 2001 CD&V genaamd) en was vanaf 1984 betrokken bij de werking van de CVP-Jongeren, als bestuurslid en vervolgens voorzitter van de lokale afdeling in Bilzen. In 1990 werd ze onder het voorzitterschap van Ludwig Caluwé nationaal secretaris van de CVP-Jongeren, hetgeen ze tot in 1995 zou blijven.
In oktober 1988 werd Erika Thijs voor de CVP verkozen tot gemeenteraadslid van Bilzen, een functie die ze uitoefende tot aan haar overlijden in 2011. Van 1991 tot 1995 was ze tevens provincieraadslid van Limburg. In november 1991 was zij eerste opvolger op de Kamerlijst van de CVP in het arrondissement Tongeren-Maaseik en in juni 1994 kwam zij op bij de Europese verkiezingen, waarbij ze, ondanks een persoonlijke score van 26.000 voorkeurstemmen, niet verkozen raakte. 
In mei 1995 raakte ze wel verkozen tot rechtstreeks verkozen senator in de Senaat, waar Thijs tot in december 2006 zou zetelen. In de Senaat zetelde ze van 1995 tot 2006 in de commissie Buitenlandse Betrekkingen en Landsverdediging, van 1995 tot 1996 in de commissie Sociale Aangelegenheden en van 1999 tot 2006 in de commissie Binnenlandse Zaken. Tevens was ze van 1999 tot 2006 actief in het adviescomité voor gelijke kansen voor mannen en vrouwen. Als senatrice legde Erika Thijs zich voornamelijk toe op het beleid rond asiel en migratie en de strijd tegen mensenhandel. In december 2006 keerde Thijs terug naar het provinciale niveau en werd tot aan haar dood provincieraadslid van Limburg en gedeputeerde voor Welzijn, Gezondheid en Ontwikkelingssamenwerking. Van 2003 tot 2007 was ze tevens directeur Beweging en Vorming bij CD&V
Thijs overleed begin augustus 2011 op 51-jarige leeftijd na een slepend gevecht tegen galkanaalkanker, een ziekte die in mei 2007 was vastgesteld. De begrafenisplechtigheid vond plaats op 13 augustus 2011 in de kerk van Alden Biesen.
In Hasselt werd in 2014 het Huis Erika Thijs geopend, een plek voor patiënten met kanker.